# Potirna
Potirna is een plaats in de gemeente Blato in de Kroatische provincie Dubrovnik-Neretva. De plaats telt 21 inwoners (2001).